# Flaco Jiménez
Leonardo "Flaco" Jiménez (San Antonio, Texas; 11 de marzo de 1939-31 de julio de 2025) fue un acordeonista estadounidense, de música norteña y de conjunto tejano. Fue reconocido como uno de los exponentes más representativos del género, parecido al estilo norteño de México.

## Biografía
Flaco Jiménez, tocaba el acordeón diatónico de botones de 3 hileras. Jiménez, quien creció en los barrios de San Antonio, Texas, recorrió Europa y otros puntos del mundo, y grabó con artistas de música country, blues, rock y pop. Su padre fue Santiago Jiménez, uno de los pioneros en el género tejano. Un hermano menor, Santiago Jiménez Jr., era otro gran exponente del género.